# Pultenaea conferta
Pultenaea conferta är en ärtväxtart som beskrevs av George Bentham. Pultenaea conferta ingår i släktet Pultenaea och familjen ärtväxter. Inga underarter finns listade i Catalogue of Life.